# Исахая Наонори
Исахая Наонори (яп. 諫早 直孝, 1576 — 1637) — самурай княжества Сага периодов Адзути-Момояма и Эдо, 2-й глава рода Исахая.

## Биография
Второй сын Рюдзодзи Иэхару, 1-го главы семьи Исахая ветви рода Рюдзодзи. Его старший брат, Исахая Киёнао, не ладил с отцом, поэтому Наонори унаследовал главенство семьи.
Наонори, будучи в статусе равному члену рода Набэсима, играл ключевую роль в управлении делами княжества Сага.
В 1637 году Исахая Наонори умер, и ему наследовал его сын Сигэёси. Он был похоронен в храме Тэнъю-дзи в Исахае, где находятся могилы других представителей рода.

## Семья
Первым браком был женат на Сёка-ин, дочери Рюдзодзи Масаиэ. Вторым браком был женат на Хикокику, третьей дочери Набэсимы Наосигэ. Их сын, Исахая Сигэёси, 3-й глава рода Исахая.
Дети от неизвестной матери:
- жена Набэсимы Сигэкадзу
- Хикомия, жена Набэсимы Цунэсады